# Synchroonzwemmen op de Olympische Zomerspelen 2008 – Team
Het onderdeel team van het synchroonzwemmen op de Olympische Zomerspelen 2008 in Peking vond plaats op 22 (kwalificatie) en 23 augustus (finale), in het Beijing National Aquatics Center. Het goud was voor de Russische ploeg en het zilver voor de Spaanse ploeg en en de Chinese ploeg wonnen het brons.

## Uitslag
| Rang   | Naam | Land             | Routine   | Routine | Totaal |
| Rang   | Naam | Land             | Technisch | Vrij    | Totaal |
| ------ | --- | ---------------- | --------- | ------- | ------ |
| Goud   | Anastasia Davydova Anastasia Jermakova Maria Gromova Natalja Isjtsjenko Elvira Chasjanova Olga Koezjela Jelena Ovtsjinnikova Anna Sjorina Svetlana Romasjina | Rusland          | 49,500    | 50,000  | 99,500 |
| Zilver | Alba María Cabello Raquel Corral Andrea Fuentes Gemma Mengual Thaïs Henríquez Laura López Gisela Morón Irina Rodríguez Paola Tirados                         | Spanje           | 48,917    | 49,334  | 98,251 |
| Brons  | Gu Beibei Huang Xuechen Jiang Tingting Jiang Wenwen Liu Ou Luo Qian Sun Qiuting Wang Na Zhang Xiaohuan                                                       | China            | 48,584    | 48,750  | 97,334 |
| 4      | Marie-Pier Boudreau Gagnon Jessika Dubuc Marie-Pierre Gagne Dominika Kopcik Eve Lamoureux Tracy Little Elise Marcotte Jennifer Song Isabelle Rampling        | Canada           | 47,584    | 48,084  | 95,668 |
| 5      | Brooke Abel Janet Culp Kate Hooven Christina Jones Andrea Nott Annabelle Orme Jillian Penner Kim Probst Becky Kim                                            | Verenigde Staten | 47,584    | 47,750  | 95,334 |
| 5      | Ai Aoki Saho Harada Naoko Kawashima Hiromi Kobayashi Erika Komura Ayako Matsumura Emiko Suzuki Masako Tachibana Yumiko Ishiguro                              | Japan            | 48,167    | 47,167  | 95,334 |
| 7      | Eloise Amberger Coral Bentley Sarah Bombell Myriam Glez Erika Leal-Ramirez Tarren Otte Samantha Reid Bethany Walsh Tamika Domrow                             | Australië        | 40,417    | 41,750  | 82,167 |
| 8      | Reem Abdalazem Aziza Abdelfattah Hagar Badran Dalia El Gebaly Shaza El Sayed Youmna Khallaf Mai Mohamed Nouran Saleh Lamyaa Badawi                           | Egypte           | 39,750    | 41,083  | 80,833 |